# Gustav Frielinghaus
Gustav Frielinghaus, nemški častnik, vojaški pilot in letalski as, * 5. marec 1912, Osnabrück, † 11. september 1963, Düsseldorf.

## Življenjepis
Gustav Frielinghaus je ob izbruhu druge svetovne vojne delal pri Luftwaffe kot inštruktor, kasneje pa je služil pri Jagdfliegerschule 5 in Jagdergänzunsgruppe Merseburg, kjer je dobil tudi vojaški čin poročnika. Junija 1941 je bil premeščen v bojno enoto JG 3, kjer se je pridružil 6./JG 3. Svojo prvo zračno zmago je dosegel 6. julija, ko je na vzhodni fronti sestrelil sovjetski lahki bombnik Tupoljev SB-2. 25. julija je sestrelil še dva sovjetska lahka bombnika Iljušin DB-3. V tej akciji je njegovega lovca Messerschmitt Bf 109 F-2 (W. Nr. 8996) zadel obrambni ogenj bombnikov, zaradi česar je moral zasilno pristati. 
Do jeseni 1941 je s sedmimi doseženimi zračnimi zmagami dosegel status letalskega asa, spomladi 1942 pa je bil 6./JG 3 premeščen v Sredozemlje. Iz baz na Siciliji je enota delovala nad Malto, vendar se tam Frielinghaus ni posebej izkazal in ni dosegel nobene zmage. Maja 1942 je bil spet poslan nazaj na vzhodno fronto, tokrat v Stabstaffel II./JG 3. Svojo deseto zračno zmago je dosegel 23. junija 1942, ko je v dvoboju sestrelil sovjetskega lovca LaGG-3. Dvajseto zmago je dosegel 6. avgusta, ko je sestrelil lahki bombnik Petljakov Pe-2, oktobra 1942 pa je bil ponovno premeščen k 6./JG 3. 
S to enoto je sodeloval v bojih nad Stalingradom in bil eden zadnjih mož, ki so se umaknili pred napredujočimi sovjetskimi enotami. Iz letalske baze Pitomnik ga je evakuiralo transportno letalo. Do takrat je dosegel 37 zračnih zmag nad mestom. 25. marca 1943 je postal Staffelkapitän of 6./JG 3 in 15. aprila zabeležil svojo petdeseto zmago nad sovražnimi letali. 
Konec maja 1943 je po doseženih 66 zmagah postal Staffelkapitän 11./JG 3, in bil premeščen nazaj v Sredozemlje. Nad južno Italijo je kmalu dosegel novih osem zračnih zmag in bil 9. septembra 1943 v svojem Bf 109 G-6 (W. Nr. 18 861) težko ranjen. Njegovo letalo je zadel obrambni ogenj bombniške formacije, ki so jo sestavljali ameriški težki bombniki Consolidated B-24 Liberator. Po zdravljenju v bolnišnici se je vrnil na fronto in bil ponovno težko poškodovan v nesreči. 19. decembra je namreč s svojim Bf 109 G-6 W. Nr. 160 726 pri vzletanju trčil z dvomotornim lovcem Messerschmitt Bf 110, zaradi česar je spet pristal v bolnišnici. 
V začetku leta 1944 je bil Frielinghaus premeščen v Gruppenstab IV./JG 3, od 1. maja do 25. junija pa je vodil II./JG 3. Julija je postal Staffelkapitän 2./JGr Süd, 1. novembra 1944 pa je bil 2./JGr Süd preformiran v 6./EJG 1. 28. marca 1945 je bil Frielinghaus imenovan za Gruppenkommandeurja II./EJG 1, kjer je dočakal tudi konec vojne. Umrl je 11. septembra 1963 v Düsseldorfu.
Gustav Frielinghaus je na 350 bojnih nalogah dosegel 74 zračnih zmag, od katerih jih je samo osem dosegel nad zahodnim bojiščem. 

## Odlikovanja
- Ehrenpokal der Luftwaffe (7. september 1942)
- Nemški križ v zlatu (24. september 1942)
- Viteški križ železnega križca (5. februar 1944)